# Hiệp hội Thép Việt Nam
Hiệp hội Thép Việt Nam là tổ chức xã hội nghề nghiệp phi chính phủ phi lợi nhuận của những người và các doanh nghiệp sản xuất, gia công, kinh doanh các sản phẩm sắt thép và nguyên vật liệu liên quan tại Việt Nam. 
Hiệp hội có tên dịch ra tiếng Anh là Vietnam Steel Association, viết tắt là VSA .
Hiệp hội Thép được thành lập theo Ọuyết định số 42/2001/QĐ-BTCCBCP ngày 6/08/2001 của Ban Tổ chức cán bộ Chính phủ (Nay là Bộ Nội vụ). Đại hội lần thứ I tổ chức ngày 24 tháng 11 năm 2001 tại Hà Nội. Điều lệ đầu tiên Hiệp hội được Bộ Nội vụ phê duyệt tại quyết định số 04/2002/QĐ-BTCCBCP ngày 22 tháng 1 năm 2002 .
Điều lệ Hiệp hội hiện hành được sửa đổi và phê duyệt tại Quyết định số 89 /2005/QĐ-BNV ngày 26 tháng 8 năm 2005 .
Hiệp hội có trụ sở tại địa chỉ Tầng 3, số 91 Láng Hạ, quận Đống Đa, Hà Nội. 
Văn phòng Đại diện phía Nam tại Tầng 5, số 56 Thủ Khoa Huân, Quận 1, Thành phố Hồ Chí Minh .